# Hermann Lanske
Hermann Lanske (* 13. Oktober 1927 in Wien; † 28. Dezember 1979 ebenda) war ein österreichischer Filmproduzent, Drehbuchautor und Fernsehregisseur.

## Leben
Lanske war in den späten 1940er und in den 1950er Jahren als Regieassistent tätig, erstmals 1948 bei G. W. Pabsts Spielfilm Der Prozeß und zuletzt in Bei der blonden Kathrein von Hans Quest, für den er auch bei den Dreharbeiten von Die Lindenwirtin vom Donaustrand und Mein Schatz ist aus Tirol assistierte.
1957 führte er erstmals bei der Fernsehkomödie Die Fee selbst Regie in Kooperation mit Peter Beauvais. Unter anderem war er am 25. November 1971 in der ZDF Werkstatt zu sehen. Er gestaltete auch mehrere Wiener Neujahrskonzerte. Er verstarb bei den Proben für das Neujahrskonzert 1980, das erste nach der Ära von Willi Boskovsky, im Übertragungswagen. Noch in seinem letzten Lebensjahr drehte er den Fernsehfilm Lasst uns lügen. Er wurde am Ober Sankt Veiter Friedhof bestattet.
Seit 1945 war er Mitglied der katholischen Studentenverbindung KÖHV Amelungia Wien im ÖCV.

## Filmografie (Auswahl)
- 1957: Die Fee
- 1960: Das Spiel vom lieben Augustin
- 1964: Nathan der Weise
- 1965: Der eingebildete Kranke
- 1966: Krach im Hinterhaus
- 1966: Die venezianischen Zwillinge
- 1967: Die Entführung aus dem Serail
- 1967: Fentons völlig verrückte Erfindung
- 1968: Was ihr wollt
- 1968: Weekend
- 1968: Wenn die kleinen Veilchen blüh’n
- 1968: Frau Suitner
- 1969: Ein Mädchen für alles
- 1969: Hochzeit am Bodensee
- 1970: Finder, bitte melden
- 1970: Jedermann
- 1971: Der Apotheker
- 1971: Die Zuckerbäckerin
- 1971: Theodor Kardinal Innitzer (auch Drehbuch)
- 1972: Wiener Blut (auch Drehbuch)
- 1972: Das Hohelied
- 1972: Novae de infinito laudes
- 1973: Leo Slezak
- 1978: Essig und Öl
- 1979: Lasst uns lügen

## Ehrungen
Lanske wurde vom österreichischen Bundespräsident zum Professor ernannt. Nach ihm wurde am 4. Mai 2010 im Wiener Bezirk 13–Hietzing der Hermann-Lanske-Weg benannt.